# Defence Force SC
Der Defence Force Sport Club (amharisch መከላከያ), auch als Mekelakeya bekannt, ist ein Fußballverein aus Addis Abeba in Äthiopien. Aktuell spielt der Verein in der zweiten Liga.
Der Verein ist auch unter dem ehemaligen Namen Army SC und Mechal SC bekannt.

## Erfolge
- Äthiopischer Meister: 1949, 1951, 1952, 1953, 1954, 1956, 1976, 1982, 1984, 1988, 1989
- Äthiopischer Pokalsieger: 1946, 1949, 1950, 1951, 1954, 1955, 1956, 1975, 1982, 1990, 2006, 2013, 2015, 2018

## Stadion
Der Verein trägt seine Heimspiele im Addis-Abeba-Stadion in Addis Abeba aus. Das Stadion hat ein Fassungsvermögen von 35.000 Personen.

## Trainerchronik
| Trainer           | Nation    | von          | bis           |
| ----------------- | --------- | ------------ | ------------- |
| Gebremedhin Haile | Äthiopien | 1. Juli 2011 | 30. Juni 2016 |